# Josef Lindeskog (1896–1962)
Josef Artur Helmer Lindeskog, född 7 september 1896 i Törnsfalls församling, Kalmar län, död 26 maj 1962 i Ringarums kyrkobokföringsdistrikt, Östergötlands län, var en svensk folkmusiker och riksspelman. Han deltog i Riksspelmansstämman på Skansen 1939 och var från 1939 till 1946 ordförande i Östergötlands spelmansförbund.